# Иван Костов
Иван Костов био је бугарски политичар изабран за премијера и током рата за Косово и Метохију.
Бугарска влада на челу с њим провела је једине значајне реформе у земљи након промена у Централној и Источној Европи 1989. године.
Од 13. маја 2013. године повлачи се из политике. У 2019. години представља своју аутобиографију и даје неколико опсежних интервјуа за телевизију. Рекао је да је његова најтежа политичка одлука била да ваздушним ходником пружи браћу током бомбардовања Југославије. Знајући да је 66% Бугара против (укључујући и њега), Костов каже да је то било потребно због Милошевићеве политике дестабилизације Македоније и целог Балкана, а ако је одбио коридор и дао руски ваздушни простор, Милошевић је вероватно био охрабрили би га да настави, како је тврдио, са вођењем своје политике. Крајем 2019. изјавио је да је изузетно забринут због Макронове политичке неурастеније, који је на српском говорио на Калемегдану.